# Lokomotiva M-1

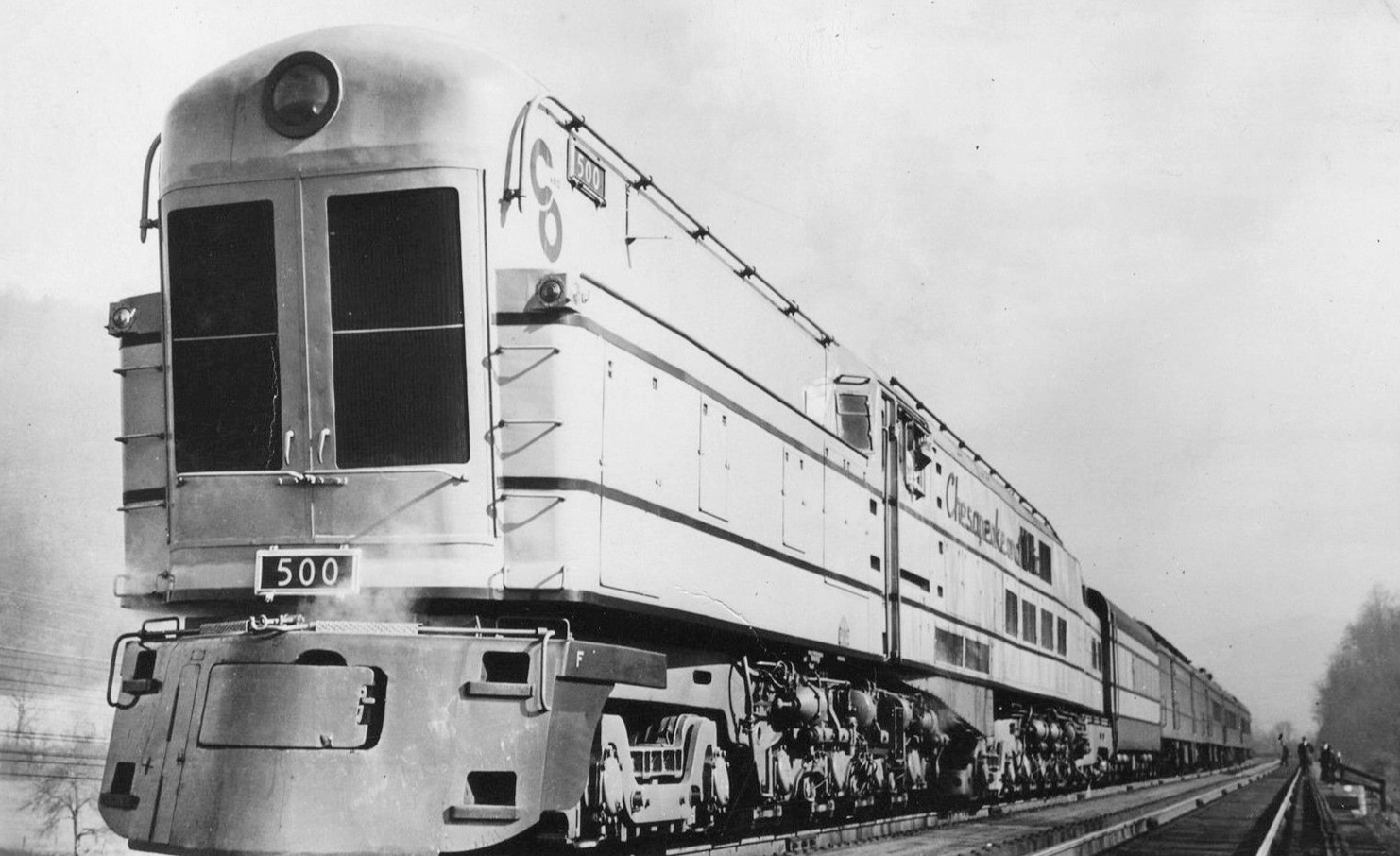
Lokomotiva řady M-1

Řada M-1 byla série tří lokomotiv poháněných parní turbínou postavených v letech 1947 a 1948 společnostmi Westinghouse a Baldwin. Měly být vůbec největšími a nejtěžšími parními lokomotivami, které kdy kdo postavil.

## Historie
Ve čtyřicátých letech plánovala Chesapeake and Ohio Railway rychlý osobní vlak mezi Washingtonem D.C. a Cincinnati, nazvaný „Chessie“. Kvůli hornaté a stupňovité trase bylo od lokomotiv vyžadováno velké procento poháněných dvojkolí, čehož bylo možno snadno dosáhnout elektrickým pohonem náprav. Protože v plánované provozní oblasti bylo snadno dostupné černé uhlí, elektrická energie měla být generována parním lokomotivním kotlem s parní turbínou.
První lokomotiva, číslo 500, byla dokončena v roce 1947, další dvě, číslo 501 a 502, následovaly v roce 1948. Mezitím však železniční společnost ukončila plány pro osobní vlaky, takže původní účel strojů zanikl. V následujících dvou letech byly prezentovány na veletrzích a výstavách vlaků, proběhly také rozsáhlé zkoušky. Byly zjištěny konstrukční defekty a těžkopádná údržba. Navíc elektromotory často selhávaly v důsledku zkratu. Stávky uhelných horníků na konci čtyřicátých let také zdražily cenu černého uhlí a negovaly výhodu oproti motorovým lokomotivám. Po pouhých dvou letech provozu byly stroje v roce 1949 odstaveny a roku 1950 vyřazeny.

## Technika
Parní turbína získávala svou páru z kotle na uhlí, který byl namontován v zadní části a měl výkon 4 476 kW. Uhelný bunkr se nacházel před kabinou v přední části lokomotivy a pojal 17 tun paliva, šestiosý tendr převzal dodávky vody lokomotivy.
Z pěti podvozků lokomotivy byly poháněny tři, dva čtyřnápravové podvozky byly poháněny pouze třemi nápravami, čtvrtou nápravou bylo zajištěno lepší rozložení hmotnosti lokomotivy na trať.